# والاس بريم
والاس بريم (بالإنجليزية: Wallace Breem)‏ هو مؤلف كتب بريطاني وأمين مكتبة (إنر تيمبل) وحارسها، عاش بين عامي1926 و 1990 . كتب والاس بريم عدة روايات تاريخية أهمها رواية (نسر في الثلج) عام 1970.

في سن 18 من عمره دخل بريم مدرسة تدريب ضباط الجيش الهندي، وعين في عام 1945 كضابط في فيلق المرشدين في فصيلة الفرسان النخبة في سلاح الحدود الشمالية الغربية.

بعد تقسيم الهند في عام 1947، عاد بريم إلى إنجلترا وعمل في عدة وظائف، كان منها عامل في مدبغة، ومساعد طبيب بيطري، وجامع للاجارات في المنطقة الشرقية من لندن. وأخيرا انضم إلى موظفي مكتبة (إنر تيمبل) في لندن عام 1950.

كان أيضًا عضوا مؤسسا لرابطة بيال (BIALL [الإنجليزية])، حيث شغل فيها عدة وظائف كأمين الصندوق وريس مكتب السكريتارية ونائب رئيس الرابطة وأخيرا رئيس الرابطة.

## إرثه
في عام 1990 أنشأت رابطة BIALL جائزة والاس بريم في ذكراه.

## رواياته
- نسر في الثلج (دار جولانكز 1970، سفير 1971) وأعيد نشرها عام 2002، 2003، 2004.
- ابنة المندوب (دار ارو بوكس 1975) وأعيد نشرها عام 2004.
- الفهد وصخرة الشاطئ (دار اس تي مارتن بريس 1978).

## كتب غير روائية
تتضمن كتابات بريم الأكاديمية عدة كتب مثل: دليل المكتبات القانونية، ببلوجرافية كامبريج الجديدة للأدب الإنجليزي، ومقالات و تقارير مختلفة.
- وصف مختصر لمكتبة إنر تيمبل.
- خصوصية الببلوجرافية للتقارير القانونية (مع سالي فيليبس، مانسيل 1991)

## وصلات خارجية
- ملاحظات عن سيرة والاس بريم الذاتية